# Э̨
Э̨, э̨ – litera rozszerzonej cyrylicy, wykorzystywana dawniej w cyrylickim wariancie alfabetów litewskiego i polskiego. Powstała poprzez połączenie litery Э ze znakiem diakrytycznym ogonek.

## Э̨ w cyrylicy polskiej
Litera Э̨ została wymieniona w cyrylickim alfabecie polskim umieszczonym w książce „Элемэнтар̌ъ для дзеци вейскихъ” (Elementarz dla dzieci wiejskich), wydanej w 1865 r. Jest również wzmiankowana w wydanym rok później zbiorze reguł gramatycznych pt. „Грамматыка е̨зыка польскего” (Gramatyka języka polskiego).

## Kodowanie
| Forma     | Wygląd | Części składowe | Części składowe | Kodowanie     |
| --------- | ------ | --------------- | --------------- | ------------- |
| majuskuła | Э̨      | U+042D Э        | U+0328 ◌̨        | U+042D U+0328 |
| minuskuła | э̨      | U+044D э        | U+0328 ◌̨        | U+044D U+0328 |